# Мохаммад Мисбах
Мохаммад Мисбах (индон. Mohammad Misbach, широко известный как Хаджи Мисбах; ок. 1876—1926) — индонезийский коммунистический и исламский активист из Суракарты (тогда Голландская Ост-Индия). В 1910-х годах он был одним из ведущих деятелей левого крыла организации «Сарекат Ислам» и выступал за совместимость мусульманских и марксистских принципов в форме некоего исламского социализма.

## Биография
Мисбах родился примерно в 1876 году под именем Ахмад в Каумане, Суракарта, Голландская Ост-Индия. Он был сыном богатого торговца батиком и получил традиционное исламское образование в Песантрене, а также короткое восьмимесячное обучение в государственной школе. Он также занялся торговлей батиком и владел преуспевающей собственной мастерской. Когда он женился, то изменил свое имя на Дармодипроно; однако, совершив хадж, он снова изменил свое имя на Хаджи Мохаммад Мисбах.
Когда в 1912 году в Суракарте была основана организация «Сарекат Ислам», он присоединился к ней, хотя поначалу не был видным её деятелем. Мисбах начал приобретать известность среди реформаторского поколения в Суракарте (kaum muda) и стал более активным в 1914 году, когда присоединился к Лиге местных журналистов Марко Картодикромо. В 1915 году дальнейшую известнось ему принесло выступление в качестве лидера местных жителей против голландской «античумной» политики, включавшей снос домов коренного населения.
В 1915 году Мисбах стал одним из основателей леворадикального исламского ежемесячного журнала под названием Medan Moeslimin («Мусульманский форум») в ответ на рост христианских миссионерских публикаций на Яве.
В 1917 году он запустил новую ежедневную газету под названием Islam Bergerak («Ислам в движении»). Он также открыл гостиницу Hotel Islam, книжный магазин и религиозную школу. В это время он был близким союзником Мухаммадии, её основателя Ахмада Дахлана и его протеже Хаджи Фахродина. Он также продолжал активно выступать против голландской «античумной» политики; в 1918 году партия «Инсулинде» назначила его местным расследователем по этому вопросу и санкционировала основание им новых отделений за пределами Суракарты для расширения кампании.
В 1918 году Мисбах и ряд его более происламски настроенных союзников (включая Умара Саида Чокроаминото) вступили в спор с оппонентами внутри националистического движения по поводу публикаций в газете «Джави-Хисворо», содержание которых они сочли неуважительным к Мухаммеду. Они основали контрорганизацию под названием Sidik Amanat Tableg Vatonah (TKNM, «Подтверждать, передавать и распространять добро»). Они провели крупные митинги протеста, в некоторых из которых приняли участие двадцать тысяч человек. Основной деятельностью группы была отправка писем с жалобами колониальным властям; в конечном итоге она распалась из-за споров о сборе средств.
После этого он начал проводить кампании в сельской местности, впервые выйдя за пределы локального влияния в Суракарте. Он вёл в сельской местности пропаганду против регрессивной системы принудительного труда, при которой крестьяне были вынуждены выполнять неоплачиваемую работу или подвергались риску изгнания со своей земли.
Выйдя из тюрьмы в августе 1922 года, после раскола партии «Сарекат Ислам» в 1923 году на левое и правое крыло он последовал за большей частью левых в Коммунистическую партию Индонезии (КПИ). После взрыва в Суракарте Хаджи Мисбах оказался среди обвиняемых и был сослан в Новую Гвинею.